# Mária Németh (Sängerin)

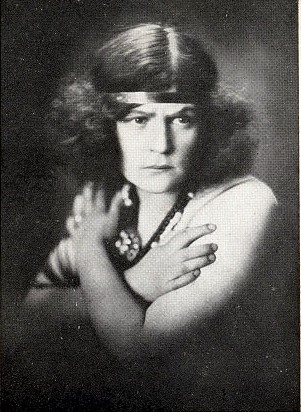
Mária Németh (1926)

Mária Németh, verheiratete Maria Grünauer (* 13. März 1897 in Körmend; † 28. Dezember 1967 in Wien) war eine österreichisch-ungarische Opernsängerin (Sopran) sowie eine bedeutende Mozart-, Verdi- und Puccini-Interpretin.

## Leben
Németh besuchte die Handelsschule in Preßburg und studierte ab 1921 Gesang in Budapest, unter anderem bei Georg Anthes und Géza László, und in Neapel bei Fernando De Lucia sowie Mailand bei Giannina Russ. 1923 hatte sie ihr Debüt an der Ungarischen Staatsoper in Budapest. Von 1924 bis 1942/46 war sie Mitglied der Wiener Staatsoper. Németh hatte zahlreiche internationale Gastspiele, beispielsweise 1927/28 in Dresden und wirkte 1926/1927 sowie 1929/30 bei den Salzburger Festspielen mit. Ab 1953 war sie als Gesangspädagogin tätig.
1932 wurde Németh zur Kammersängerin ernannt und 1955 zum Ehrenmitglied der Wiener Staatsoper. Die Stadt Wien hat ihr zu Ehren in Simmering eine Gasse nach ihren Namen (Nemethgasse) benannt.
Bestattet ist Németh gemeinsam mit ihrem Ehemann in einem ehrenhalber gewidmeten Grab auf dem Döblinger Friedhof (Gruppe 32, Reihe 1, Nummer 1A).

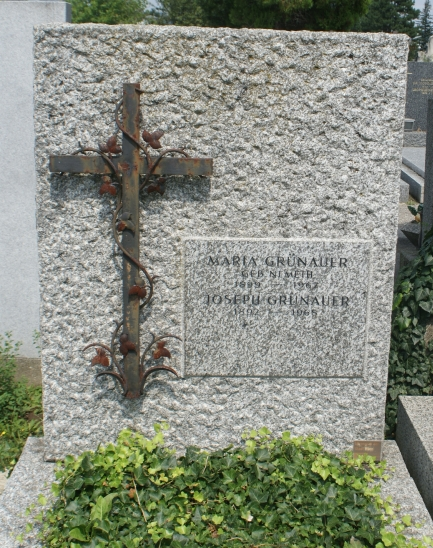
Grab von Maria Nemeth-Grünauer

Aus ihrer Erbschaftsmasse wurde das „Jägerstätterfenster“ in der Votivkirche (Wien) finanziert.